# Zuzana Moravčíková (Leichtathletin)
Zuzana Moravčíková (* 30. Dezember 1956 in Nitra) ist eine ehemalige slowakische, in den 1980er Jahren für die Tschechoslowakei startende Mittelstreckenläuferin, deren Spezialstrecke die 800-Meter-Distanz war. 

## Karriere
Bei den Leichtathletik-Europameisterschaften 1982 in Athen schied sie im Halbfinale aus. Im Jahr darauf gewann sie Silber bei den Leichtathletik-Halleneuropameisterschaften in Budapest und erreichte bei den Weltmeisterschaften in Helsinki erneut das Halbfinale. Bei der 4-mal-400-Meter-Staffel der Weltmeisterschaften wurde sie in der tschechoslowakischen Stafette eingesetzt und errang zusammen mit Taťána Kocembová, Milena Matějkovičová und Jarmila Kratochvílová die Bronzemedaille.
1984 boykottierte die ČSSR die Olympischen Spiele in Los Angeles. Bei den ersatzweise abgehaltenen Wettkämpfen der Freundschaft gewann Moravčíková Silber.
Im Freien wurde sie 1980 tschechoslowakische Meisterin über 400 m und 1981 sowie 1984 über 800 m, in der Halle 1982 und 1985 über 800 m.

## Persönliche Bestzeiten
- 400 m: 52,10 s, 1983
- 800 m: 1:56,96 min, 27. Juli 1983, Leipzig
  - Halle: 2:01,5 min, 5. März 1983, Budapest